# Dejan Kravić
Dejan Kravić, né le 9 septembre 1990 à Mostar, alors en Yougoslavie, est joueur serbo-canadien de basket-ball évoluant au poste de pivot.

## Carrière
Après ses quatre saisons universitaires en NCAA, Dejan Kravić signe avec l'équipe grecque Rethymno Cretan Kings en 2014. Après une saison aux Pays-Bas aux SPM Schoeters Den Bosch, il retourne pour la saison 2016-2017 en Grèce aux Cretan Kings.
En juillet 2017, il rejoint le Brussels Basketball en championnat de Belgique,. Alors qu'il s'engage initialement pour un an, il quitte le club déjà en novembre 2017.